# Chile i olympiska vinterspelen 1994
Chile deltog med 3 deltagare vid de olympiska vinterspelen 1994 i Lillehammer. Ingen av landets deltagare erövrade någon medalj.